# Йола (мова)
Йола (англ. Forth and Bargy dialect)  — західногерманська мова англо-фризької підгрупи, одна з англійських мов, була поширена в баронствах Форт (Forth) і Баргі (Bargy) графства Вексфорд.

## Історія

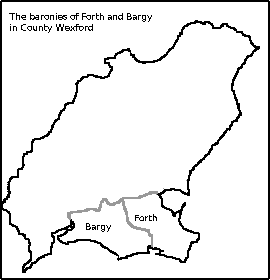
Баронства Форт і Баргі в графстві Вексфорд

Походить від південно-західних діалектів середньоанглійської мови і розвивалася самостійно в результаті невдалої спроби вторгнення в Ірландію нормандських баронів Річарда де Клера і Роберта Фітц-Стівена у 1169 році. Переселенцям (серед яких переважали англосакси) вдалося закріпитися лише на невеликій території.
Назва «Yola» означає «old», «старий». Внаслідок географічної ізоляції йола мало змінилася порівняно з середньоанглійською. Крім того, в неї проникло чимало ірландських слів. До початку 19 століття вона істотно відрізнялася від англійської мови. Досить близькою до йола була фінгальська мова чи діалект, що існував у графстві Фінгал, також виник у середовищі нащадків норманів, які намагалися вторгнутися в Ірландію і також зазнали невдачі.
Внаслідок масового голоду в Ірландії, смерті та еміграції носіїв, мова йола (як і мова корінного населення, ірландська) до середини 19 століття поступово виходить з ужитку, її витісняє англо-ірландський діалект англійської мови.

## Фонетика
Так само, як і в нідерландській і південно-західних діалектах англійської, більшість глухих фрикативних в йола стали дзвінкими. Система голосних, властива середньоанглійській, добре збереглася, без найменших ознак зсуву голосних.
Цікавою особливістю йола є нехарактерне для германських мов зміщення наголосу на другий склад у багатьох випадках: morsaale «morsel», hatcheat «hatchet» , dineare «dinner», readeare «reader», weddeen «wedding».

## Граматика
Займенники схожі на сучасні англійські, за винятком 1-ї особи однини (в англійській змінилося під впливом англо-нормандської) і 3-ї особи множини (в англійській змінилося під впливом скандинавських мов).
|           | 1 особа | 1 особа   | 2 особа | 2 особа |
| однина    | множина | однина    | множина |         |
| --------- | ------- | --------- | ------- | ------- |
| називний  | Ich     | wough/wee | thou    | ye      |
| знахідний | me      | ouse      | thee    | ye      |
| родовий   | mee     | oure      | yer     | yer     |

Дієслово зберегло ряд консервативних характеристик. Закінчення 2-ї і 3-ї особи множини іноді -eth, як у середньоанглійській мові. Дієприкметник минулого часу зберегло префікс середньоанглійської «y» у формі «ee».

## Лексика
Більшість відомостей про мову йола дійшла до нас з глосарія, який склав Джейкоб Пул, фермер та член громади квакерів з Гроутауна, прихід Тагмон, на кордоні між баронством Баргі і Шелмальєр. Він збирав слова і фрази місцевого діалекту, записуючи слова своїх працівників у період з 1800 року і до своєї смерті в 1827 році.
Хоча більшість слів має англосаксонське походження, у мові йола були запозичення з ірландської та французької мов.

## Приклади

### Лічба
1 - oane,

2 - twye,

3 - dhree,

4 - vowér,

5 - veeve,

6 - zeese,

7 - zebbem,

8 - ayght,

9 - neene,

10 - dhen.

### Порівняння з іншими західногерманськими мовами
| taal                      | 1       | 2    | 3     | 4       | 5     | 6       | 7      | 8           | 9         | 10    |
| ------------------------- | ------- | ---- | ----- | ------- | ----- | ------- | ------ | ----------- | --------- | ----- |
| Англійська мова           | one     | two  | three | four    | five  | six     | seven  | eight       | nine      | ten   |
| Шотландська рівнинна мова | ane yae | twa  | thrie | fower   | five  | sax sex | seiven | aicht aucht | nyne neen | ten   |
| Йола                      | oane    | twye | dhree | vowér   | veeve | zeese   | zebbem | ayght       | neene     | dhen  |
| Фризька мова              | ien     | twa  | trije | fjouwer | fiif  | seis    | sân    | acht        | njoggen   | tsien |

#### Питальні слова
| Англійська мова | Йола    | Шотландська рівнинна мова | Фризька мова | Нижньонімецька мова | Нідерландська мова | Німецька мова |
| --------------- | ------- | ------------------------- | ------------ | ------------------- | ------------------ | ------------- |
| who             | fho     | wha                       | wa           | wel/wokeen          | wie                | wer           |
| what            | fade    | whit                      | wat          | wat                 | wat                | was           |
| when            | fan     | whan                      | wannear      | wanneer             | wanneer            | wann          |
| where           | fidi    | whaur                     | wêr          | wo/woneem           | waar               | wo            |
| why             | farthoo | why                       | wêrom        | worüm               | waarom             | warum         |
| which           | wich    | whilk                     | hokker       | welk                | welk               | welche        |
| how             | fowe    | hou                       | hoe          | wo/woans            | hoe                | wie           |

#### Прийменники
| Англійська мова        | Йола             | Шотландська рівнинна мова | Фризька мова | Нижньонімецька мова             | Нідерландська мова | Німецька мова  |
| ---------------------- | ---------------- | ------------------------- | ------------ | ------------------------------- | ------------------ | -------------- |
| about                  | abut             | aboot                     | om/rûn       | üm/rund                         | om/rond            | um/rund        |
| above                  | aboo             | abuin                     | boppe        | baven                           | boven              | über           |
| against                | ayenst           | agin                      | tsjin        | gegen                           | tegen              | gegen          |
| among                  | amang            | amang                     | ûnder/tusken | mang/twüschen                   | onder/tussen       | unter/zwischen |
| around                 | arent            | aroond                    | om           | üm                              | om/rond            | um             |
| at/by                  | adh/bee          | at/bi                     | by           | bi                              | om/bij             | bei            |
| before                 | avar             | afore                     | foar         | vöör                            | voor               | vor            |
| below/beneath/under    | aloghe           | ablo/anaith/unner         | ûnder        | (to)neddern/nedder, ünnen/ünner | beneden/onder      | unten/unter    |
| beside/next to         | besithe/neeshte  | asyd/neist                | nêst/njonken | blangen/neven                   | naast              | neben          |
| between/betwixt/'twixt | betweesk/beteesh | atwein/atweish            | tusken       | twüschen                        | tussen             | zwischen       |
| for                    | vor              | for                       | foar         | för                             | voor               | für            |
| from                   | vrom/vrem/vreem  | frae                      | fan          | vun                             | van                | von            |
| in                     | i/ing            | in/i'                     | yn           | in                              | in                 | in             |
| out                    | ut/udh           | oot                       | út           | uut                             | uit                | aus            |
| over                   | ower/oer         | ower                      | oer          | över                            | over               | über           |
| through                | trugh            | throu                     | troch        | döör                            | door               | durch          |
| upon                   | apan/pa          | upon/upo'                 | op           | op                              | op                 | auf            |
| with                   | wee              | wi                        | mei          | mit                             | met                | mit            |

#### Займенники
| Англійська мова | Йола                         | Шотландська рівнинна мова | Фризька мова | Нижньонімецька мова | Нідерландська мова  | Німецька мова   |
| --------------- | ---------------------------- | ------------------------- | ------------ | ------------------- | ------------------- | --------------- |
| all             | aul                          | aw/aa                     | al           | all                 | al                  | alle            |
| any             | aany/aught                   | onie                      | elts         | enig                | enig, eender        | einige          |
| each, every     | earchee, earch/erich/everich | ilk, ilka/iverie          | eltse        | elk, jeed/jeedeen   | elk, ieder          | jeder           |
| few             | vew                          | few/a whein               | min          | wenig               | weining             | wenig           |
| neither         | nother                       | naither                   | noch         | noch                | noch                | weder           |
| none, nothing   | noucht, nodhing              | nane, nocht               | nimmen, neat | nüms, nix           | niemand, niets/niks | niemand, nichts |
| other           | ooree/oree                   | ither                     | oar          | anner               | ander, andere       | andere          |
| some            | zim                          | sum                       | guon         | welke               | sommige             | einige          |
| this, that      | dhicke, dhicka               | this, that                | dizze, dat   | dit, düsse, dat     | dit, deze, dat      | dieser, das(s)  |

#### Інші слова
| Англійська мова | Йола        | Шотландська рівнинна мова | Фризька мова | Нижньонімецька мова | Нідерландська мова             | Німецька мова                    |                             |
| --------------- | ----------- | ------------------------- | ------------ | ------------------- | ------------------------------ | -------------------------------- | --------------------------- |
| Wexford         | Weisforthe  | Wexford                   | "Wexford"    | "Wexford"           | "Wexford" (lit. "West-voorde") | "Wexford" (lit. "Westfurt")      | Loch Garman                 |
| sun             | zin         | sun                       | sinne        | Sünn                | zon                            | Sonne [zɔnə]                     | Grian                       |
| land            | loan, lhoan | land                      | lân          | Land                | land                           | Land                             | Talamh                      |
| day             | dei, die    | day                       | dei          | Dag                 | dag                            | Tag                              | Iá                          |
| yourself        | theezil     | yersel                    | dysels       | du sülvst/sülven    | jezelf                         | du selbst [du zɛlpst], du selber | tú féin                     |
| friend          | vriene      | frein                     | freon        | Fründ               | vriend                         | Freund                           | Cara                        |
| the             | a, ee       | the                       | de, it       | de, den, dat        | de, het                        | die, der, das, dem, den, des     | an, na                      |
| thing           | dhing       | thing                     | ting         | Ding                | ding                           | Ding                             | rud, ní                     |
| go              | ee-go       | gae/gang/gan              | gean         | gaan                | gaan                           | gehen                            | dul (go), imeacht (go away) |
| fear            | vear        | fear                      | frees        | Forcht, Bang, Angst | vrees, angst                   | Furcht, Angst                    | eagla                       |
| old             | yola, yole  | auld                      | âld          | oold, oll-          | oud                            | alt                              | sean, seanda, aosta         |

### Пісня
| Yola Zong Fade teil thee zo lournagh, co Joane, zo knaggee? Th' weithest all curcagh, wafur, an cornee. Lidge w'ouse an a milagh, tis gaay an louthee: Huck nigher; y'art scuddeen; fartoo zo hachee? Well, gosp, c'hull be zeid; mot thee fartoo, an fade; Ha deight ouse var gabble, tell ee zin go t'glade. Ch'am a stouk, an a donel; wou'll leigh out ee dey. Th' valler w'speen here, th' lass ee chourch-hey. Yerstey w'had a baree, gist ing oor hoane, Aar gentrize ware bibbern, aamzil cou no stoane. Yith Muzleare had ba hole, t'was mee Tommeen, At by mizluck was ee-pit t'drive in. Joud an moud vrem earchee ete was ee Lough. Zitch vaperreen, an shimmereen, fan ee-daf ee aar scoth! Zitch blakeen, an blayeen, fan ee ball was ee-drowe! Chote well aar aim was t'yie ouz n'eer a blowe. Mot w'all aar boust, hi soon was ee-teight At aar errone was var ameing 'ar 'ngish ee-height. Zitch vezzeen, tarvizzeen, 'tell than w'ne'er zey. Nore zichel ne'er well, nowe, nore ne'er mey. | An Old Song (переклад англійською) What ails you so melancholy, quoth John, so cross? You seem all snappish, uneasy, and fretful. Lie with us on the clover, 'tis fair and sheltered: Come nearer; you're rubbing your back; why so ill tempered? Well, gossip, it shall be said; you ask what ails me, & for what; You have put us in talk, till the sun goes to set. I am a fool, and a dunce; we'll idle out the day. The more we spend here, the less in the churchyard. Yesterday we had a goal, just in our hand. Their gentry were quaking, themselves could not stand. If Good-for-little had been buried, it had been my Tommy, Who by misluck was placed to drive in. Throngs and crowds from each quarter were at the Lough; Such vapouring, and shimmering, when stript in their shirts! Such bawling, and shouting, when the ball was thrown! I saw their aim was to give us ne'er a stroke. But with all their bravado, they soon were taught That their errand was aiming to bring anguish upon them. Such driving, struggling, 'till then we ne'er saw. Nor such never will, no, nor never may. |